# 風雲わなげ野郎
『風雲わなげ野郎』（ふううんわなげやろう）は、小林よしのりによる日本の漫画作品。『週刊少年キング』（少年画報社）にて、1982年13号から休刊となった22号まで連載された。休刊による打ち切りの後、加筆されて単行本が全2巻発売された。

## 概要
スポ根漫画のスタイルをとっているが、テーマとなるスポーツにわなげを用いたギャグ漫画であり、スポ根パロディとも言える。
本作での『わなげ』は、スポーツとして多くの日本人に広まっているという設定である。
- フィールドもプロレスリングやボクシングのように、三本ロープを張ったリングの上で行われる。これらは小林の格闘技好きが発想の一つ。
- 戦いのスタイルは他に、お互い頭に付けたポールに輪を入れあうヘッドポールマッチや、柔道・剣道のように5対5による勝ち抜き戦などが存在する。
- 小学校においても学校対抗試合が行われ、上級者はプロ入りが約束されるほどのアマチェアスポーツとして認められている。

## 登場人物
この頃の小林はスター・システムを多く使っており、キャラクターの外見・名前・校名は、他の作品にも比較的多く見つけることができる。

### 怒内小学校わなげ部
「どないしょう」（=どうしよう）と読む。この校名は、『救世主ラッキョウ』のリメイク版にも使われている。
五輪 翔太郎（いつわ しょうたろう）
主人公。父と共に、わなげに全てをかける小学四年生。夢はワールドプロわなげ統一チャンピオン。
矢車 鈴之介（やぐるま すずのすけ）
翔太郎と同学年の美形ライバル。兄はわなげプロ選手の矢車剣之介。
神田 康夫（かんだ やすお）
部長。気が弱く、影が薄い。
重富 倫明（しげとみ みちあき）
単なる影の薄い部員。顔と名前は小林の当時のアシスタント、忌野重富から（前述の『ゴー宣』116章にも顔が少し登場している）。
岸川 健一（きしかわ けんいち）
同じく影の薄い部員。父はわなげアナウンサーの岸川寛一。
黒腹 畜音（くろはら ちくおん）
顔を黒塗りしてサングラスをかけた仲間3人、お子さまキングス（当時の人気アーティスト、殿さまキングスとシャネルズ→ラッツ&スターのパロディ）をあわせた四人組。輪を投げると同時にお子さまキングスがドミソのコーラスをかなでる、「秘儀ドミソ和音」を使う。
多分（たわけ）
『東大』の名脇役で、当時は多くの作品に出演しており、この後『メンぱっちん』では単独の敵役として登場する。
白沢 奈々（しろさわ なな）
マネージャーで本作のヒロイン。学校一可愛いと自負している。

### 他校のライバルたち
添田 善雄（そえだ よしお）
画報小所属（『キング』の出版社である少年画報社から）。肥満体・セミロングヘアー・眼鏡・ニキビ顔と、アニメおたくのような外見をしている。多くのライバルを破った謎の必殺技「へそ」を使う。なお連載が前述通り短期で終了した為、添田以外のライバルはあまり活躍がなく、試合シーンもない観戦者で終わっている。
江上 裕（えがみ さとる）
御締小所属（おしめしょう=おしめをしよう）。二年生にして部長をつとめ、神童と称される。帽子・服とも迷彩服。
幽気 霊（ゆうき れい）
忌野小所属（前述のアシスタントの忌野から。小林は忌野を「雰囲気が暗い」と称していた）。名前・外見とも寒気のよだつ幽霊のような存在。
高望 竜（たかのぞみ りゅう）
オサール小所属（『東大』に登場したエリート進学高のオサール高校から）。前回優勝者。詰襟を着ているが、カラーで覆った首がキリンのように異常に長く、その容姿から「首長の竜」と異名をとる。顔が上にあるため、素顔は影がかかってはっきり見えない。キャラクターは前述の『（誅）天罰研究会』から。

### その他
翔太郎の父（本名不明）
五輪スポーツ用品店を営む。毎日父子でわなげの特訓に明け暮れている。母も登場。
矢車 剣之介（やぐるま けんのすけ）
シルバーリングの名を持つ天才スター選手。
岸川 寛一（きしかわ しんいち）
ワールドプロわなげのアナウンサー。
けつの穴
わなげにより世界支配をたくらむ謎の組織。『タイガーマスク』の虎の穴のパロディ。
わなげ大会開催委員会
添田の「へそ」の正体を確かめるべく、添田の実家にまで出かけて、「へそ」の発祥・実態・危険性を知り、「リングの角度が読めない危険な技であり、使用禁止」という重大決断をくだす。委員の二人のうち一人は、『東大』のチョンマゲ先生からの出演。

## エピソード
小林はデビュー作の『東大一直線』（週刊少年ジャンプ）、『東大快進撃』（ヤングジャンプ）を立て続けにヒットとさせたが、次の作品『（誅）天罰研究会』が大失敗、連載を打ち切られる。
その頃、小林の元・アシスタントで、『週刊少年ジャンプ』で連載後、『週刊少年キング』に移籍していた大平かずおから「何でそんなに目つり上げて競争しよるんですか。もっと簡単にマイナーな雑誌で描いていく方法だってあるんですよ」と移籍の話が来る。小林は迷いもあったがその言葉に背中を押され、大平同様に集英社との専属契約を解除、『週刊少年キング』に移籍する。
『風雲わなげ野郎』の連載を始めると巻頭カラーの回が頻繁に来た為、テンションを上げて描いていたが、その時「『キング』はもう没落しており、休刊寸前」だという事実を知り、『ジャンプ』のアンケート至上主義10週打ち切り以上に、プレッシャーがかかったと語っている。
だがある日、本屋に『キング』だけ置いていないためすごく売れているのかと誤認した所、その日の夜担当が、雨の降る電話ボックスの中で泣きながら、『キング』休刊の電話をかけて来た。この時小林は「たとえマイナーと言う世界があろうと、誰かがメジャーの場でやって行かねばならぬのだと悟った」と語っている。

## 単行本
- 本作をふくめ、尻切れトンボになった『キング』の連載漫画は、最終回まで新規加筆され、徳間書店よりトクマコミックス「Ban Ban シリーズ」のレーベルで単行本化されている。本作は天の巻・地の巻の2巻体制。作中の初期で五輪親子が意味深なギャグを演じているのは、この新規加筆分を受けての楽屋オチである。
- 上記のほかに『小林よしのりの異常転載図鑑』（イースト・プレス）に一回分を収録。
- 本編では主題歌のような長文詩が時々登場し、本作を象徴するイメージとなっている。サビは「人生ぐるぐる、まあるいわなげ」。

## 関連作品
- メンぱっちん

小林は『わなげ野郎』の前に『週刊少年マガジン』で読み切りを何本か描いていたが、その次に『週刊少年マガジン』の編集から「『わなげ野郎』が面白かった。マガジンでもあんなのをやって欲しい」と言われ、同じモチーフで、1983年6号から35号まで『マガジン』で連載した作品。小林が唯一やったことがあるスポーツ（と自称する）、めんこをテーマとしているが、『わなげ野郎』が専門店や団体戦など組織の表現に比重を置いたのに対し、こちらは『巨人の星』を思わせる父子や道場破りなど、古風な個人対決が中心となっている。『メンぱっちん』はある程度のヒットをおさめ、これに着目した長崎屋百貨店がメンコ大会を開催、劇中と同じメンコが現実に登場した。『マガジン』ではこの後『異能戦士』が連載となったが、当時の小林はこうしてどこかの雑誌に来ると、2本以上連載を繰り返す事が多かった。
- 炎のダルマー

4人のレギュラー漫画家によるアンソロジー、『4Spirits+2』（ラポート）に掲載。テーマが7号ではスポーツとなったのにともない、4人の一人であるあろひろしが（小林とあろに交友はないが、どちらも秋本治と交友が深い）、「だるまさんがころんだ」をスポーツとしたこの作品を執筆した。着想は『わなげ野郎』『メンぱっちん』と同じである。作中では他にスイカ割り・缶けり・ケンケンパ・盆ダンスをあわせた存在が「新近代5種競技」と定義されている。『あろひろし作品集』（ラポート）3巻に収録。
- RING

島袋光年の作品。本作と同様、輪投げをモデルとした架空のスポーツ競技をテーマに描かれた。